# جوزيف مينر
جوزيف مينر (1 فبراير 1911 – 1944) هو ملاكم ألماني راحل، مثّل بلاده في الألعاب الأولمبية الصيفية 1936.

## روابط خارجية
جوزيف مينر على موقع أوليمبيديا (الإنجليزية)